# ATC代码 (J02)
ATC代码J02（抗真菌药）是解剖学治疗学及化学分类系统的一个药物分组，这是由世界卫生组织药物统计方法整合中心所制定的药品及其它医用产品的官方分类系统。分组J02是J抗感染药的一部分。
兽用代码（ATCvet码）可以在人用ATC代码前加Q字母：QJ02等。没有相应人用ATC代码的ATCvet在以下列表中通过前置Q字母表示。
国家ATC分类可能包括列表中没有的其它分类，列表为世界卫生组织（WHO）版本。

## J02A 系统用药的抗真菌药（Antimycotics for systemic use）

### J02AA抗生素类（Antibiotics）
J02AA01 两性霉素B（庐山霉素）（Amphotericin B）
J02AA02 曲古霉素（Hachimycin）

### J02AB咪唑衍生物类（Imidazole derivatives）
J02AB01 咪康唑（Miconazole）
J02AB02 酮康唑（Ketoconazole）
QJ02AB90 克霉唑（Clotrimazole）

### J02AC三唑衍生物类（Triazole derivatives）
J02AC01 氟康唑（Fluconazole）
J02AC02 伊曲康唑（Itraconazole）
J02AC03 伏康唑（Voriconazole）
J02AC04 泊沙康唑（Posaconazole）

### J02AX 其它系统用药的抗真菌药（Other antimycotics for systemic use）
J02AX01 氟胞嘧啶（Flucytosine）
J02AX04 卡泊芬净（Caspofungin）
J02AX05 米卡芬净（Micafungin）
J02AX06 阿尼芬净 （Anidulafungin）